# Рут, Мария (хоккеистка)
Мария Элизабет Рут (швед. Maria Elisabeth Rooth; 2 ноября 1979, Энгельхольм, Швеция) — шведская хоккеистка, игравшая на позиции нападающего. Считается одной из лучших шведских хоккеисток всех времён. Выступала за шведские клубы: «Веддиге», «Лимхамн» и АИК. Игрок национальной сборной Швеции, проведшая более 250-ти международных матчей. 9 лет исполняла обязанности альтернативного капитана национальной сборной. Выступала на четырёх Олимпиадах, став серебряным призёром 2006 года и бронзовым призёром 2002 года. Двукратный бронзовый призёр чемпионатов мира (2005 и 2007). Чемпионка Европы (1996). Четырёхкратная чемпионка Швеции. В период с 1999 по 2003 год играла за студенческую команду «Миннесота-Дулут Бульдогз», трижды выиграв чемпионат Национальной ассоциации студенческого спорта (NCAA). В 2007 и 2008 годах выигрывала Кубок европейских чемпионов в составе АИКа. Завершила игровую карьеру по окончании сезона 2009/10. Включена в Залы славы ИИХФ и шведского хоккея.
Обладательница рекордов результативности в сборной Швеции и «Миннесоте-Дулут Бульдогз». Признана лучшей хоккеисткой Швеции 2005 года. Включалась в сборные всех звёзд чемпионата мира и Олимпийских игр. Становилась лучшим ассистентом, снайпером и бомбардиром чемпионата Швеции. Четырежды номинировалась на «Казмайер Пэтти Эворд» — приз лучшему игроку NCAA. Включена в сборную десятилетия и двадцатилетия Западной студенческой хоккейной ассоциации (WCHA). Входила в первую и вторую сборные всех звёзд WCHA. В 2005 году игровой номер Рут — «27» — был выведен из обращения команды «Миннесота-Дулут Бульдогз». Включена в Зал славы Университета Миннесоты-Дулут (2015). В сезоне 2011/12 исполняла обязанности ассистента главного тренера в «Миннесоте-Дулут Бульдогз». В 2017 году участвовала в шведском телешоу Mästarnas mästare. Работала комментатором и экспертом на телеканале SVT и сервисе C More Entertainment. В настоящее время работает в сфере связяй с общественностью. У неё есть собственная летняя хоккейная школа и линия одежды.

## Биография

### Ранние годы. «Миннесота-Дулут Бульдогз»
Мария Рут родилась Энгельхольме. С пяти лет, по примеру старшего брата, Даниэля, начала заниматься хоккеем с шайбой вместе с мальчиками в местном клубе «Рёгле». Рут была единственной девочкой, игравшей в Энгельхольме. Она тренировалась в «Рёгле» до 1993 года, пока не стала играть за женскую команду «Веддиге». С сезона 1994/95, помимо выступления в женском хоккее, Рут играла с парнями в команде «Йонсторп». Она играла в нём три года, перейдя затем на два года в юношескую команду «Хельсингборг». В сезоне 1996/97 дебютировала за сборную Швеции. Она приняла участие в чемпионате Европы 1996 в Ярославле, где сыграла один матч и вместе с национальной командой завоевала золотую медаль. В следующим году Мария сыграла на своём первом чемпионате мира. Вместе с защитником Гуниллой Андерссон она набрали наибольшее количество очков в команде — 5. В следующем сезоне Рут приняла участие на первом женском хоккейном турнире Зимних Олимпийских игр 1998 в Нагано. Мария стала вторым бомбардиром своей сборной, набрав 3 (2+1) результативных балла в пяти матчах. В составе «Веддиге» она завоевала бронзовую медаль чемпионата 1997/98. После окончания сезона Рут закончила школу и решила переехать в Бостон для игры в девчачьей команде «Ассабет Вэлли». После завершения сезона Мария планировала поступить в колледж. Она рассматривала семь колледжей, и в итоге поступила в Университет Миннесоты-Дулут. По признанию хоккеистки, это решение стало лучшим в её жизни.
В студенческой команде «Миннесота-Дулут Бульдогз» Рут играла вместе с партнёршей по «Веддиге» и сборной Швеции Эрикой Хольст. С первых матчей «Миннесоты» в Западной студенческой хоккейной ассоциации (WCHA) Мария начала демонстрировать высокую результативность, набирая в среднем более двух очков за матч. Руководимая бывшим главным тренером сборной Канады Шеннон Миллер «Миннесота» квалифицировалась на чемпионат Национальной ассоциации студенческого спорта (NCAA) как победитель WCHA. На турнире они проиграли в первом раунде Миннесотскому университету. По итогам сезона Рут была номинирована на «Казмайер Пэтти Эворд» — приз лучшему игроку NCAA. Впоследствии она каждый свой сезон номинировалась на данный приз, но ни разу не выиграла награду. Следующий сезон Рут проводила в статусе альтернативного капитана в «Миннесоте» и сборной Швеции. В чемпионате WCHA она стала лучшим бомбардиром «Бульдогз», повторив прошлогодний рекорд Дженни Поттер по количеству заброшенных шайб (41). «Миннесота» вышла в финал чемпионата NCAA и одержала победу. Следующие два сезона с Рут они также выигрывали главный трофей студенческого спорта США. Мария выступала на Зимних Олимпийских играх 2002 в Солт-Лейк-Сити. Она закончила второй в списке лучших бомбардиров команды и помогла сборной Швеции завоевать бронзовые медали. Помимо успешной игры в студенческой команде, отмечали академические успехи Марии в учёбе. В 2003 году она окончила с отличием университет, получив диплом бакалавра в области коммуникаций. Рут оставила глубокий след в истории женской команды Университета Миннесоты-Дулут. В 2005 году номер «27», под которым играла шведка, был выведен женской командой «Бульдогз» из обращения, единственный раз в своей истории. В 2009 году WCHA включила Рут в сборную десятилетия лиги; через 10 лет её включили в сборную 20-летия. В 2013 году она была включена в Зал славы Университета Миннесоты-Дулут.

### Медали чемпионатов мира и Олимпиады. Завершение карьеры
В 2003 году Рут вместе с Хольст приняли приглашение отца Перниллы Винберг и подписали контракт с его командой — «Лимхамн». В новом клубе они вышли в финал чемпионата, в котором «Лимхамн» проиграл АИКу. По окончании сезона они покинули клуб и перешли в «Мелархёйден/Бреденг», обладавшим более сильным составом и лучшими условиями подготовки. Следующие два сезона Рут и Хольст стали лидерами лиги по результативности, дважды приводя «Мелархёйден/Бреденг» к победе в чемпионате Швеции. Мария также добилась высоких результатов при выступлении на международном уровне. На чемпионате мира 2005, проходившим в Швеции, она помогла сборной впервые в своей истории завоевать бронзовые медали. Она была включена в сборную всех звёзд мирового первенства. Шведская хоккейная ассоциация признала Рут лучшей хоккеисткой 2005 года. В сезоне 2005/06, во время Зимних Олимпийских игр 2006 в Турине, Мария вместе со сборной совершили главную сенсацию в женском хоккее, выйдя в финал турнира, где они проиграли сборной Канады. На этих Играх Рут установила рекорд результативности среди шведских хоккеисток по количеству набранных очков. Её включили в сборную всех звёзд женского хоккейного турнира.
В 2006 году «Мелархёйден/Бреденг» был преобразован в «Сегельторп». Эрика Хольст продолжила играть за новую команду, а Рут перешла в АИК, предложивший лучшие условия для тренировок и развития. В сезоне 2006/07 АИК вышел в финал чемпионата, где Рут забросила победную шайбу в овертайме. На чемпионате мира 2007 Мария вместе со сборной Швеции, как и два года назад, завоевала бронзовую медаль. В сезоне 2007/08 Рут была назначена помощником капитана команды. Она стала лучшей по количеству шайб, передач и очков в чемпионате. Мария с АИКом выиграли первый из двух подряд Кубков европейских чемпионов, но проиграли в шведской лиге «Сегельторпу». В сезоне 2008/09 Рут вновь стала лучшим ассистентом и бомбардиром лиги, продемонстрировав лучший в карьере показатель полезности — «+33». Она помогла завоевать АИКу очередной чемпионский титул. В 2010 году Рут принимала участие на своей четвёртой Олимпиаде в Ванкувере. Шведки были близки к завоеванию медалей, но, как и на предыдущем мировом первенстве, проиграли сборной Финляндии. По окончании сезона 2009/10 Мария Рут приняла решение завершить карьеру.
В 2010 году Рут приняла приглашение стать тренером в «Миннесота-Дулут Бульдогз». В сезоне 2010/11 она была помощником своего бывшего тренера Шеннон Миллер. По завершении чемпионата, в 2011 году, она вернулась в Швецию. Она начала работать в сфере связяй с общественностью в компании Lindab AB, Греви. В свободное время выступает в качестве хоккейного эксперта для СМИ, руководит летней хоккейной школой для девочек, организует небольшие хоккейные лагеря на территории Северной Европы и является дизайнером собственной линии одежды для хоккеисток. В 2014 году Рут была включена в Зал славы ИИХФ, а через год стала членом Зала славы шведского хоккея. В 2017 году приняла участие в девятом сезоне телешоу Mästarnas mästare, основанной на соревновании бывших спортивных звёзд. В ТВ-шоу Рут заняла итоговое третье место. Мария работала комментатором и экспертом на телеканале SVT и сервисе C More Entertainment.

## Личная жизнь
Мария Рут является открытой лесбиянкой. В 2010 году она познакомилась с девушкой Сесилией, которая была на 2 года старше Рут. Через два года они вступили в брак и переехали из Стокгольма в Энгельхольм. В 2013 году Сесилия родила дочь — Лоуи. Спустя два года Рут также родила девочку — Люкке. Для обоих детей использовался один донор. Мария и Сесилия удочерили детей друга. В 2018 году Рут номинировалась на ЛГБТ-премию QX, но не выиграла приз.

## Статистика
| Легенда | Легенда                    | Легенда | Легенда                   | Легенда | Легенда    |
| ------- | -------------------------- | ------- | ------------------------- | ------- | ---------- |
| И       | Количество проведённых игр | Штр     | Штрафное время            | +/−     | Плюс-минус |
| Г       | Голы                       | П       | Голевые передачи          | О       | Очки       |
| -       | Статистика неизвестна      | —       | Статистика не учитывалась |         |            |

### Международная
По данным: Eurohockey.com и Eliteprospects.com

## Достижения
| Год              | Команда                  | Достижение                                     | Достижение |
| ---------------- | ------------------------ | ---------------------------------------------- | ---------- |
| Клубные          |                          |                                                |            |
| 1998             | Веддиге                  | Бронзовый призёр чемпионата Швеции             |            |
| 2000, 2002, 2003 | Миннесота-Дулут Бульдогз | Чемпионка WCHA (3)                             |            |
| 2001, 2002, 2003 | Миннесота-Дулут Бульдогз | Победительница турнира NCAA Championship (3)   |            |
| 2004             | Лимхамн                  | Серебряный призёр чемпионата Швеции (2)        |            |
| 2008             | АИК                      | Серебряный призёр чемпионата Швеции (2)        |            |
| 2005, 2006       | Мелархёйден/Бреденг      | Чемпионка Швеции (4)                           |            |
| 2007, 2009       | АИК                      | Чемпионка Швеции (4)                           |            |
| 2006, 2008       | АИК                      | Победительница Кубка европейских чемпионов (2) |            |
| Международные    |                          |                                                |            |
| 1996             | Швеция                   | Чемпионка Европы                               |            |
| 2002             | Швеция                   | Бронзовый призёр Олимпийских игр               |            |
| 2005, 2007       | Швеция                   | Бронзовый призёр чемпионата мира (2)           |            |
| 2006             | Швеция                   | Серебряный призёр Олимпийских игр              |            |

| Год              | Команда                  | Достижение                                                        | Достижение |
| ---------------- | ------------------------ | ----------------------------------------------------------------- | ---------- |
| Клубные          |                          |                                                                   |            |
| 2000, 2001, 2002 | Миннесота-Дулут Бульдогз | Попадание в первую Сборную всех звёзд WCHA (3)                    |            |
| 2003             | Миннесота-Дулут Бульдогз | Попадание во вторую Сборную всех звёзд WCHA                       |            |
| 2008             | АИК                      | Лучший снайпер Рикссериен                                         |            |
| 2008, 2009       | АИК                      | Лучший ассистент Рикссериен (2)                                   |            |
| 2008, 2009       | АИК                      | Лучший бомбардир Рикссериен (2)                                   |            |
| Международные    |                          |                                                                   |            |
| 2005             | Швеция                   | Попадание в Сборную всех звёзд чемпионата мира                    |            |
| 2006             | Швеция                   | Попадание в Сборную всех звёзд хоккейного турнира Олимпийских игр |            |

Другие
| Год  | Достижение                                        | Достижение |
| ---- | ------------------------------------------------- | ---------- |
| 2005 | Лучшая хоккеистка Швеции                          |            |
| 2009 | Включена в сборную 10-летия WCHA                  |            |
| 2013 | Включена в Зал славы Университета Миннесоты-Дулут |            |
| 2014 | Включена в Зал славы ИИХФ                         |            |
| 2015 | Включена в Зал славы шведского хоккея             |            |
| 2019 | Включена в сборную 20-летия WCHA                  |            |

- По данным Eliteprospects.com.

## Рекорды
| Швеция - Наибольшее количество голов на чемпионатах мира — 21 - Наибольшее количество передач на одном чемпионате мира — 6 (2011) (совместно с Перниллой Винберг) - Наибольшее количество очков на одном турнире Олимпийский игр — 9 (2006) - Наибольшее количество голов на одном турнире Олимпийских игр — 5 (2006) (совместно с Перниллой Винберг) - Наибольшее количество передач на одном турнире Олимпийских игр — 4 (2006) (совместно с 4-мя хоккеистками) | «Миннесота-Дулут Бульдогз» - Наибольшее количество голов — 119 - Наибольшее количество голов в одном сезоне — 41 в сезоне 2000/01 (совместно с Дженни Поттер) |

По данным: 1, 2 и 3